# 全日本病院出版会
株式会社 全日本病院出版会は1981年3月23日に創業された日本の出版社である。主に、医学領域の学術専門的定期刊行物や書籍を発行している。

## 概要
1981年3月23日、全日本病院協会会長の菊池眞一郎をはじめ数名が発起人となり、株式会社 全日本病院出版会が設立され、初代社長に菊池が就任した。出版事業として『Health Series』（年6回。1987年～年2回。現在は休刊）などが創刊された。
1983年～87年は全日本病院協会3代目会長の木下二亮が社長として就任。この就任期間に「臨床Visual Mook」シリーズを創刊した（現在は休刊）。
1987年6月1日、古谷が代表取締役に就任。1988年、「実践・実際の臨床医学書を発行、特に定期刊行物を会社の柱にして新鮮な情報を医師に提供する」ことを編集方針に、整形外科雑誌『Monthly Book Orthopaedics』を創刊。その後、1996年に『整形外科最小侵襲手術ジャーナル』、1998年に皮膚科雑誌『Monthly Book Derma.』、2001年にリハビリテーション領域雑誌『Monthly Book Medical Rehabilitation』、耳鼻咽喉科・頭頸部外科雑誌『Monthly Book ENTONI』、2005年に形成・美容外科雑誌『PEPARS」』、2007年に『瘢痕・ケロイド治療ジャーナル』を創刊。なお、本社所在地は1980年代に創業時の三崎町から湯島へ、1996年にさらに本郷に移転し、2006年12月から現所在地となる。
2007年6月1日、編集部長の末定広光が代表取締役に就任。従来の編集方針はそのままに、2013年に眼科雑誌『Monthly Book OCULISTA』を創刊した。

## 発行定期刊行物

### Monthly Book Orthopaedics
1988年5月創刊（月刊）／略称：MB Orthop

### 整形外科最小侵襲手術ジャーナル
1996年10月創刊（季刊2，5，9，12月発行）／略称：J. MIOS　（2023年～休刊）

### Monthly Book Derma.
1998年7月創刊（月刊）／略称：MB Derma

### Monthly Book Medical Rehabilitation
2001年1月創刊（月刊）／略称：MB Med Reha

### Monthly Book ENTONI
2001年5月創刊（月刊）／略称：MB ENT

### PEPARS
2005年1月創刊（～2007年11月まで隔月刊、2008年1月～月刊）／略称：PEPARS

### 瘢痕・ケロイド治療ジャーナル
2007年3月創刊（年間1冊）／略称：瘢痕・ケロイド

### Monthly Book OCULISTA
2013年4月創刊（月刊）／略称：MB OCULI

## 発行書籍
- VDT医学マニュアル／1989年9月
- 杖をてばなすな!!／1989年9月
- 腹部超音波診断ハンドブック／1990年12月
- 膝関節靱帯損傷診療マニュアル／1991年12月
- 手術手洗マニュアル／1992年7月
- 理学診療マニュアル : 運動器疾患の保存療法／1993年1月
- 腹部超音波診断ハンドブック 改訂第2版／1993年4月
- 初心者のための心エコー図診断ハンドブック／1993年9月
- テーピングハンドブック／1995年1月
- 腕神経叢損傷診療マニュアル／1995年4月
- 整形外科機能評価マニュアル／1995年10月
- 整形外科非観血的治療法のコツ－私はこうしている－上巻：奇形・変形・関節拘縮／1996年1月
- 整形外科非観血的治療法のコツ－私はこうしている－下巻：外傷／1996年1月
- 整形外科体操療法実践マニュアル／1996年9月
- 腰痛・坐骨神経痛診療マニュアル／1997年5月
- 整形外科常用処方実践マニュアル／1998年2月
- 整形外科アスレチックリハビリテーション実践マニュアル／1998年5月
- すぐにできる健康づくり336レシピ／1999年5月
- 整形外科手術後療法のコツ : 私はこうしている 上巻／1999年7月
- 整形外科手術後療法のコツ : 私はこうしている 下巻／1999年7月
- 整形外科自己血輸血実践マニュアル／2000年1月
- 理学診療マニュアル : 運動器疾患のリハビリテーション 改訂2版／2000年9月
- 整形外科有痛性疾患保存療法のコツ・上巻／2000年11月
- 整形外科有痛性疾患保存療法のコツ・下巻／2000年11月
- 考える膝／2002年2月
- 皮弁・筋皮弁実践マニュアル／2002年3月
- 整形外科運動療法実践マニュアル／2002年11月
- アトラス四肢骨折治療基本手技マニュアル 上／2003年3月
- アトラス四肢骨折治療基本手技マニュアル 下／2003年5月
- 民間病院における集団災害対策／2004年3月
- 骨盤輪・寛骨臼骨折治療実践マニュアル／2004年11月
- 実践外来診療に必要な皮膚科検査法ハンドブック／2004年11月
- 実践アトラスでよくわかるスポーツ外傷・障害診療マニュアル／2005年1月
- 実践すぐにできるテーピングマニュアル／2005年2月
- 中高年・疾病予防（健康づくり）のための運動の実際／2005年10月
- 実践すぐに役立つ膝靭帯損傷診断・治療マニュアル／2006年2月
- 実践すぐに役立つアスレティックリハビリテーションマニュアル／2006年3月
- 筋電義手訓練マニュアル／2006年3月
- カラーアトラス　皮膚病変から診る膠原病／2006年9月
- アトラス　きずのきれいな治し方／2006年10月
- 図解よくわかる整形外科MRI診断実践マニュアル／2007年3月
- すぐに役立つ日常皮膚診療における私の工夫／2007年3月
- 私のすすめる運動器疾患保存療法実践マニュアル／2007年5月
- 訪問で行う 摂食・嚥下リハビリテーションのチームアプローチ／2007年9月
- 神経・筋疾患 摂食･嚥下障害とのおつきあい～患者とケアスタッフのために～／2007年9月
- 最新 義肢装具ハンドブック／2007年11月
- 運動器リハビリテーション実践マニュアル／2008年3月
- 多関節運動連鎖からみた変形性関節症の保存療法―刷新的理学療法―／2008年5月
- 高次脳機能を鍛える／2008年6月
- すぐに役立つ外来耳鼻咽喉科疾患診療のコツ／2008年11月
- 外来ですぐできる足にやさしいフットケア／2008年10月
- 実践 肩のこり・痛みの診かた治しかた／2008年11月
- よくわかる臨床栄養管理実践マニュアル／2009年3月
- 図解よくわかる運動器疾患鍼灸診療マニュアル／2009年5月
- 臨床スポーツ医学用語集／2009年7月
- 見開きナットク！フットケア実践Q＆A／2010年2月
- 多血小板血漿（PRP）療法入門／2010年2月
- 目で見る口唇裂手術／2010年4月
- 使える皮弁術―適応から挙上法まで― 上巻／2010年4月
- 使える皮弁術―適応から挙上法まで― 下巻／2010年5月
- 老いを内包する膝～早期診断と早期治療～／2010年5月
- スポーツ医学常識のうそ／2010年5月
- 絵でみる最新足診療エッセンシャルガイド／2010年10月
- 骨折に伴う静脈血栓塞栓症エビデンスブック／2010年11月
- 耳鼻咽喉科診療 私のミニマム・エッセンシャル／2011年4月
- 症例から学ぶ 実践 脳卒中リハビリテーション／2011年11月
- ここが聞きたい！スポーツ診療Q＆A／2011年11月
- 肩こり、首・腰の痛みを自分で治す・予防する／2011年11月
- 匠に学ぶ皮膚科外用療法―古きを生かす、最新を使う―／2012年2月
- 腋臭症・多汗症治療実践マニュアル／2012年3月
- 達人が教える外傷骨折治療／2012年4月
- 小児の睡眠呼吸障害マニュアル／2012年4月
- 図説 実践手の外科治療／2012年5月
- アトラス きずのきれいな治し方 改訂第二版―外傷、褥瘡、足の壊疽からレーザー治療まで―／2012年6月
- “知りたい”めまい ”知っておきたい”めまい薬物治療／2012年10月
- これでわかる！スポーツ損傷超音波診断  肩・肘＋α／2012年10月
- 実地医家のための甲状腺疾患診療の手引き―伊藤病院・大須診療所式―／2012年11月
- 肘実践講座 よくわかる野球肘 離断性骨軟骨炎／2013年4月
- 見落とさない！見間違えない！この皮膚病変／2013年6月
- イチからはじめる 美容医療機器の理論と実践／2013年7月
- 医療・看護・介護のための睡眠検定ハンドブック／2013年10月
- パフォーマンスUP！運動連鎖から考える投球障害～診察室からグラウンドまでをつなぐアプローチ～／2014年4月
- イチから知りたいアレルギー診療―領域を超えた総合対策―／2014年5月
- のどの病気Q＆A／2014年5月
- 見逃さない！骨・軟部腫瘍外科画像アトラス／2014年5月
- 野球ヒジ診療ハンドブック―肘の診断から治療，検診まで―／2014年9月
- 実践アトラス 美容外科注入治療／2014年9月
- 超アトラス眼瞼手術―眼科・形成外科の考えるポイント―／2014年10月
- ライカで紡ぐ寄り道医者のつぶやき／2015年4月
- 快適な眠りのための睡眠習慣セルフチェックノート／2015年4月
- 今さら聞けない！小児のみみ・はな・のど診療Q＆A I巻／2015年4月
- 今さら聞けない！小児のみみ・はな・のど診療Q＆A II／2015年4月
- スキルアップ！ニキビ治療実践マニュアル／2015年5月
- こどものスポーツ外来―親もナットク！このケア・この説明―／2015年5月
- カラーアトラス 乳房外Paget病―その素顔―／2015年6月
- 複合性局所疼痛症候群(CRPS)をもっと知ろう―病態・診断・治療から後遺障害診断まで―／2015年10月
- 医療・看護・介護で役立つ嚥下治療エッセンスノート／2015年11月
- 創傷治癒コンセンサスドキュメント―手術手技から周術期管理まで―／2016年4月
- みみ・はな・のど感染症への上手な抗菌薬の使い方―知りたい、知っておきたい、知っておくべき使い方―／2016年4月
- 肘実践講座 よくわかる野球肘 肘の内側部障害―病態と対応―／2016年5月
- そこが知りたい 達人が伝授する日常皮膚診療の極意と裏ワザ／2016年5月
- 睡眠からみた認知症診療ハンドブック―早期診断と多角的治療アプローチ―／2016年9月
- カラーアトラス 爪の診療実践ガイド／2016年10月
- 髄内釘による骨接合術―全テクニック公開、初心者からエキスパートまで―／2017年5月
- Mobile Bearingの実際―40年目を迎えるLCSを通して―／2017年5月
- ここからスタート！睡眠医療を知る―睡眠認定医の考え方―／2017年6月
- Non-Surgical美容医療超実践講座／2017年7月
- ここからスタート！眼形成手術の基本手技／2018年1月
- 化粧医学―リハビリメイクの心理と実践―／2018年2月
- 伊藤病院ではこう診る！甲状腺疾患超音波アトラス／2018年2月
- 実践アトラス 美容外科注入治療 改訂第2版／2018年4月
- イラストからすぐに選ぶ 漢方エキス製剤処方ガイド／2018年4月
- ゼロからはじめる！ Knee Osteotomy アップデート／2018年5月
- 甲状腺専門・伊藤病院がおくる ヨウ素制限食レシピ／2018年7月
- ケロイド・肥厚性瘢痕 診断・治療指針 2018／2018年7月
- すぐに役立つ眼科日常診療のポイント―私はこうしている―／2018年10月
- 病院と在宅をつなぐ脳神経内科の摂食嚥下障害―病態理解と専門職の視点―／2018年10月
- 足育学 外来でみるフットケア・フットヘルスウェア／2019年2月
- 四季を楽しむ ビジュアル嚥下食レシピ／2019年2月
- グラフィック　リンパ浮腫診断―医療・看護の現場で役立つケーススタディ―／2019年4月
- 骨折治療基本手技アトラス～押さえておきたい10のプロジェクト～／2019年4月
- 読めばわかる！臨床不眠治療－睡眠専門医が伝授する不眠の知識－／2019年6月
- 足関節ねんざ症候群－足くびのねんざを正しく理解する書－／2020年2月
- 美容外科手術―合併症と対策―／2020年4月
- 超実践！がん患者に必要な口腔ケア―適切な口腔管理でQOL を上げる―／2020年4月
- ストレスチェック時代の睡眠・生活リズム改善実践マニュアル―睡眠は健康寿命延伸へのパスポート―／2020年5月
- 運動器臨床解剖学―チーム秋田の「メゾ解剖学」基本講座―／2020年5月
- Kampo Medicine　経方理論への第一歩／2020年7月
- 図解 こどものあざとできもの―診断力を身につける―／2020年8月
- 小児の睡眠呼吸障害マニュアル 第2版／2020年10月
- 明日の足診療シリーズI　足の変性疾患・後天性変形の診かた／2020年12月
- 足爪治療マスターBOOK／2020年12月
- イチからはじめる美容医療機器の理論と実践 改訂第2版／2021年4月
- 臨床実習で役立つ 形成外科診療・救急外来処置ビギナーズマニュアル―日医大形成外科ではこう学ぶ！―／2021年4月
- カラーアトラス 爪の診療実践ガイド 改訂第2版／2021年6月
- まず知っておきたい！　がん治療のお金，医療サービス事典／2021年6月
- 症例から学ぶ膝周囲骨切り術ピットフォール―陥らないために！ 抜け出すために！―／2021年9月
- 目もとの上手なエイジング―眼瞼下垂から非手術的美容医療，エイジング世代のメイクアップまで―／2021年10月
- 明日の足診療シリーズII　足の腫瘍性病変・小児疾患の診かた／2021年11月
- 足の総合病院・下北沢病院がおくる！ポケット判　主訴から引く足のプライマリケアマニュアル／2021年12月
- 輝生会がおくる！リハビリテーションチーム研修テキスト―チームアプローチの真髄を理解する―／2022年2月
- ここからマスター！手外科研修レクチャーブック／2022年4月
- 健康・医療・福祉のための睡眠検定ハンドブック up to date／2022年5月
- よくわかる耳管開放症―診断から耳管ピン手術まで―／2022年5月
- ファーストステップ！子どもの視機能をみるースクリーニングと外来診療ー／2022年10月
- 明日の足診療シリーズIII　足のスポーツ外傷・障害の診かた／2022年10月
- メンタルメイクセラピスト®　検定公式テキスト〈学科編〉／2023年4月
- ［Web動画付き］AKO手術における私の工夫／2023年5月
- 研修医・臨床検査技師のための乳腺・甲状腺検査の手引き―専門病院 相良病院×伊藤病院がおくる検査の実際―／2023年5月
- 睡眠環境学入門／2023年6月
- インプラント周囲骨折を極める／2023年7月
- 【Web動画付】外傷エコー診療のすすめ／2023年7月
- ［Web動画付き］優投生塾 投球障害攻略マスターガイド／2023年10月
- 明日の足診療シリーズIV　足の外傷・絞扼性神経障害、糖尿病足の診かた／2023年11月
- 運動器臨床解剖学―チーム秋田の「メゾ解剖学」基本講座― 改訂第2版／2024年5月
- 角膜テキスト臨床版―症例から紐解く角膜疾患の診断と治療―／2024年9月
- ゼロからはじめる Non-Surgical 美容医療／2024年11月
- こどもの足を知る・診る・守る！／2024年12月
- 患者さんのためのリンパ浮腫外科的治療ガイドブック／2025年4月
- 局所皮弁塾　あなたならこの顔の欠損をどう治す？／2025年4月
- めまい診療ナビ ―病態から治療まで―／2025年5月
- 外傷整形外科医のための縫合マスターBOOK／2025年5月

など

## 加盟団体
- 日本医書出版協会
- 全国医書同業会